# احمد البحری
احمد البحری (عربی: أحمد البحري)؛ زادهٔ ۱۸ سپتامبر ۱۹۸۰ یک بازیکن فوتبال اهل عربستان سعودی است.
وی همچنین در تیم ملی فوتبال عربستان سعودی بازی کرده‌است.